# Головань, Дарья Васильевна
Да́рья Васи́льевна Голова́нь (7 ноября 1986, Запорожье, Украина) — российский художник — пейзажист, гиперреалист, живописец, рисовальщик. Мастер живописи акварелью по шёлку.

## Биография
Дарья Головань родилась 7 ноября 1986 года в городе Запорожье, в семье художников-самородков. 
 Отец — Василий Григорьевич Головань (1957—2011), мать — Ольга Алексеевна (Овсянникова) Головань (1958—2013). Дед по матери Алексей Константинович Овсянников (1927—1993) — не имея возможности получить творческое образование в послевоенные годы, развивал своё мастерство, копируя картины великих художников.

Василий Головань — инженер-технолог общественного питания, в начале 90-х посетил Горный Алтай. Поразившись уникальности алтайской природы, вместе с женой и маленькими детьми Василием и Дарьей в 1995 году переезжает в Республику Алтай, село Аскат. На новом месте открывает в себе талант художника, играет на индийской флейте. Здесь же начинается и творческий путь Дарьи.

## Творчество
С девяти лет начала писать сама под патронажем родителей. Будучи ребёнком творческим, освоила различные материалы: холст, камень, дерево, папирус. Со временем Дарья начала осваивать уникальную технику живописи по шёлку — традиционную для искусства Востока. При написании картин на шёлке Даша Головань применяет лишь воду и акварель в совокупности с тщательной прорисовкой каждой детали изображения. Эту технику на Востоке ещё называют «гунби» (тщательная кисть). За счет неё художник добивается высокой степени реалистичности изображения. Картины Дарьи отличает почти фотографическая точность запечатленных мест: самые известные места Горного Алтая — гора Белуха, Телецкое озеро, Шавлинские озера, Чемальский район и др.

Для своих работ Дарья использует ткани разных цветов, в зависимости от воспроизводимого пейзажа: на чёрном шёлке рисует лунную ночь, на голубом — водопады, на белом и сером — высокогорные и зимние пейзажи.

В отличие от других художников-гиперреалистов при создании картин не использует увеличительные приспособления.

В декабре 2009 года в номинации «Ремесленничество и народные промыслы» получила диплом от министра туризма Республики Алтай Е. Ларина.

С августа 2000 года в селе Аскат действует семейная картинная галерея в усадьбе Головань. В экспозиции представлены работы семьи Головань.

## Выставки художника
- «Василий и Дарья Головань» — галерея «Кармин», Барнаул
- «Горный Алтай. Акварель на шёлке» — Новосибирский государственный Краеведческий музей
- «Шёлковый путь акварели. Я люблю тебя, Алтай!» — музей Н. К. Рериха, Новосибирск

## Работы художника

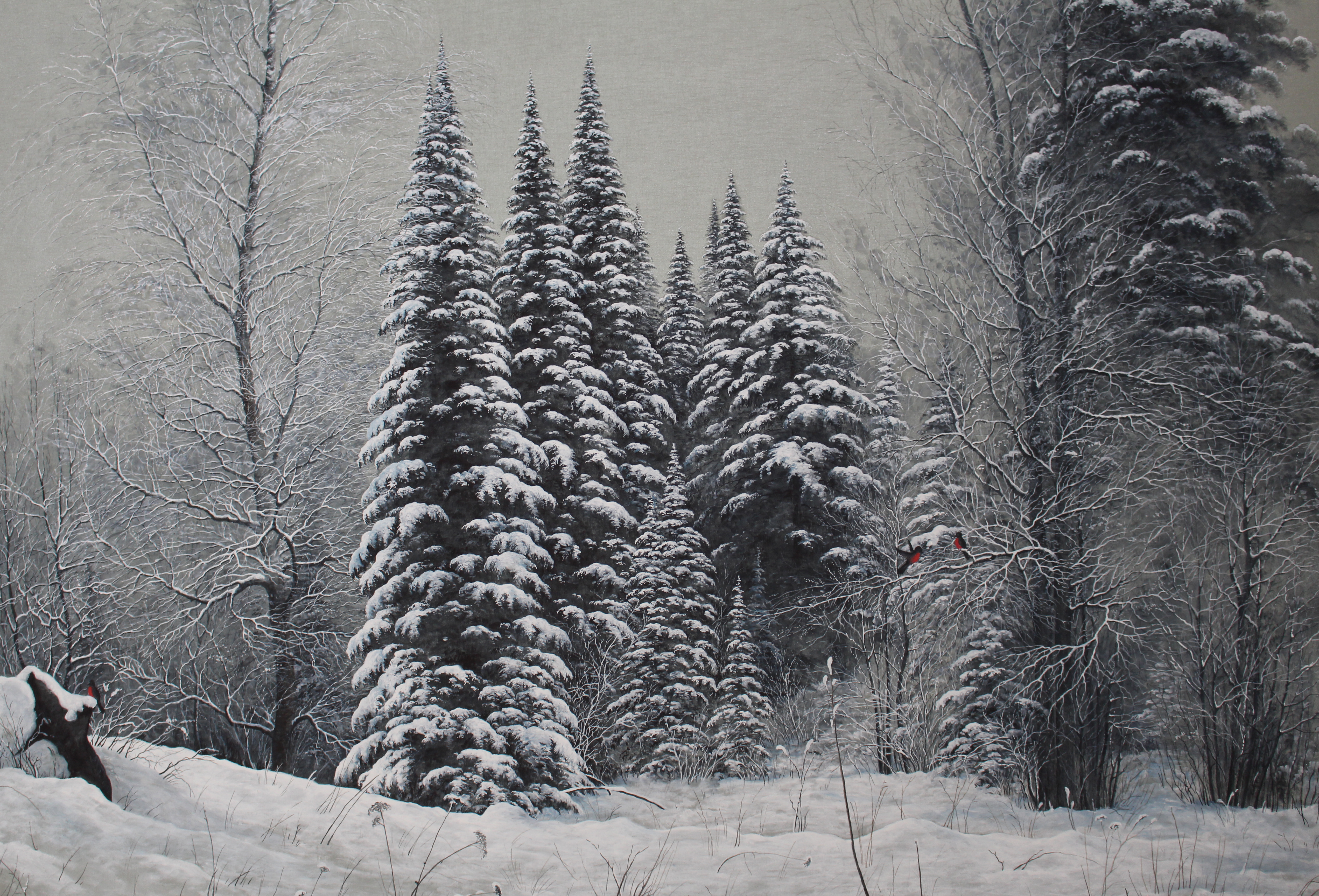
"Волшебство Аскатского леса" Акварель, шелк
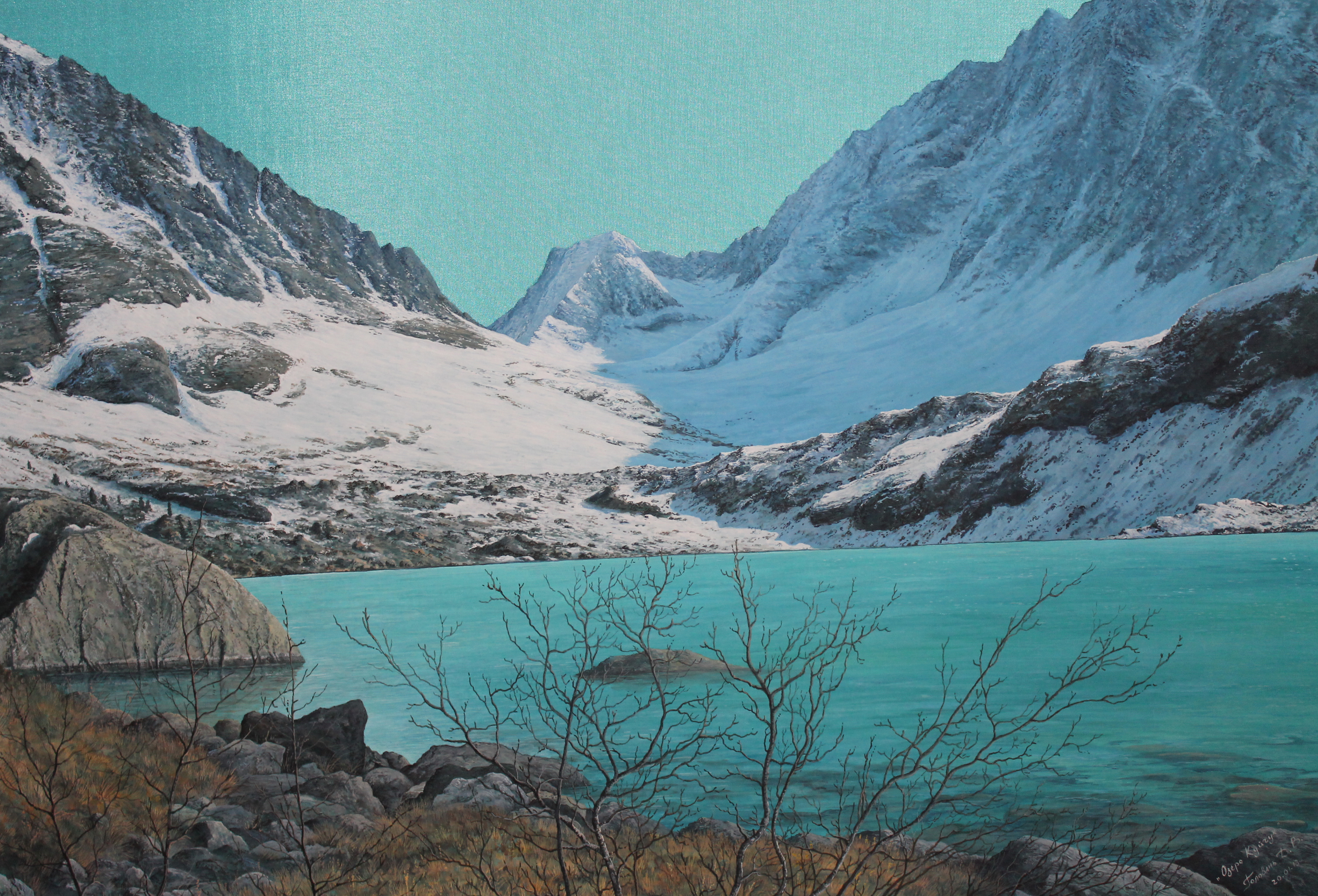
"Озеро Куйгук" Акварель, шелк
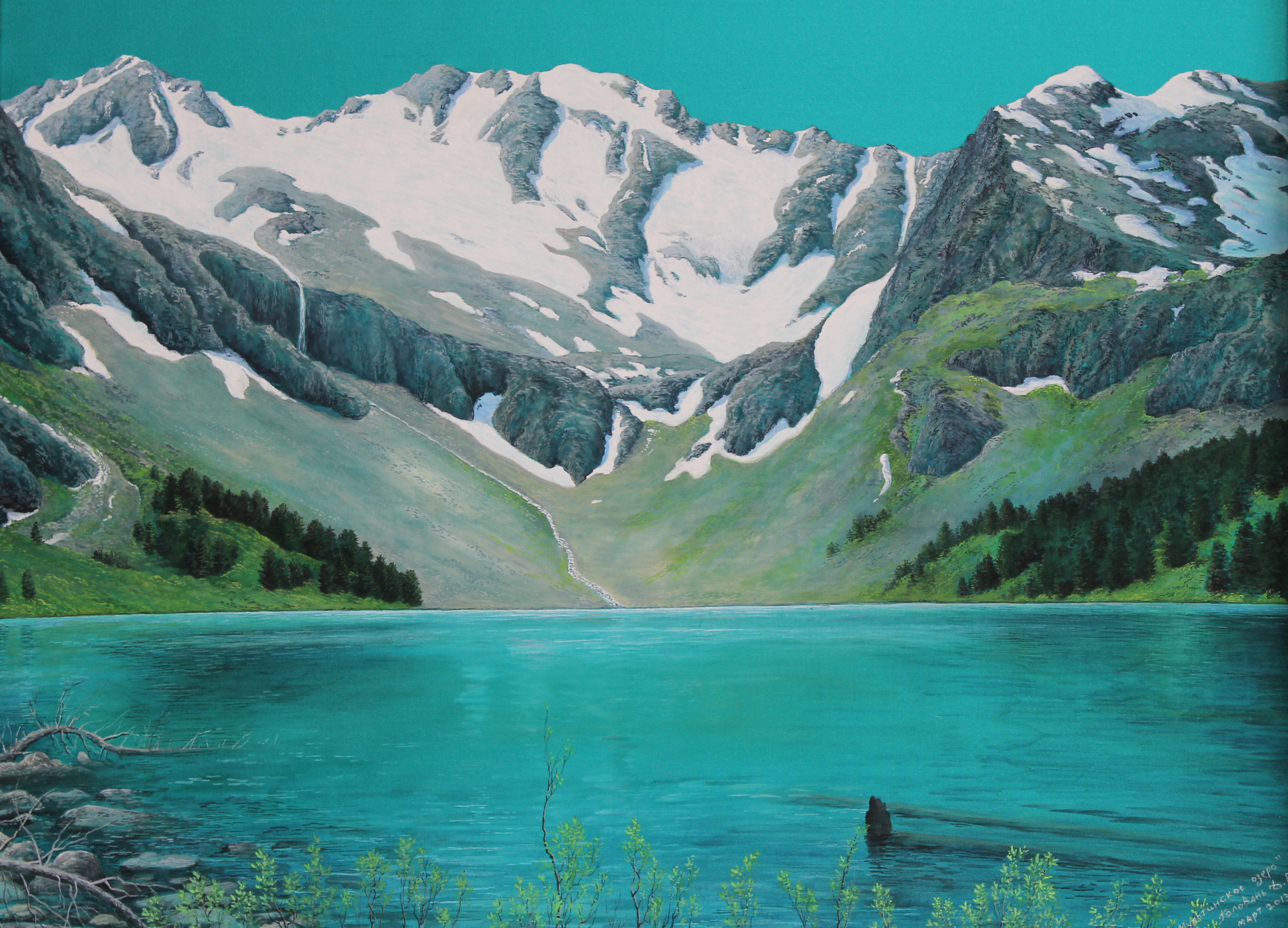
"Озеро Мультинское" Акварель, шелк
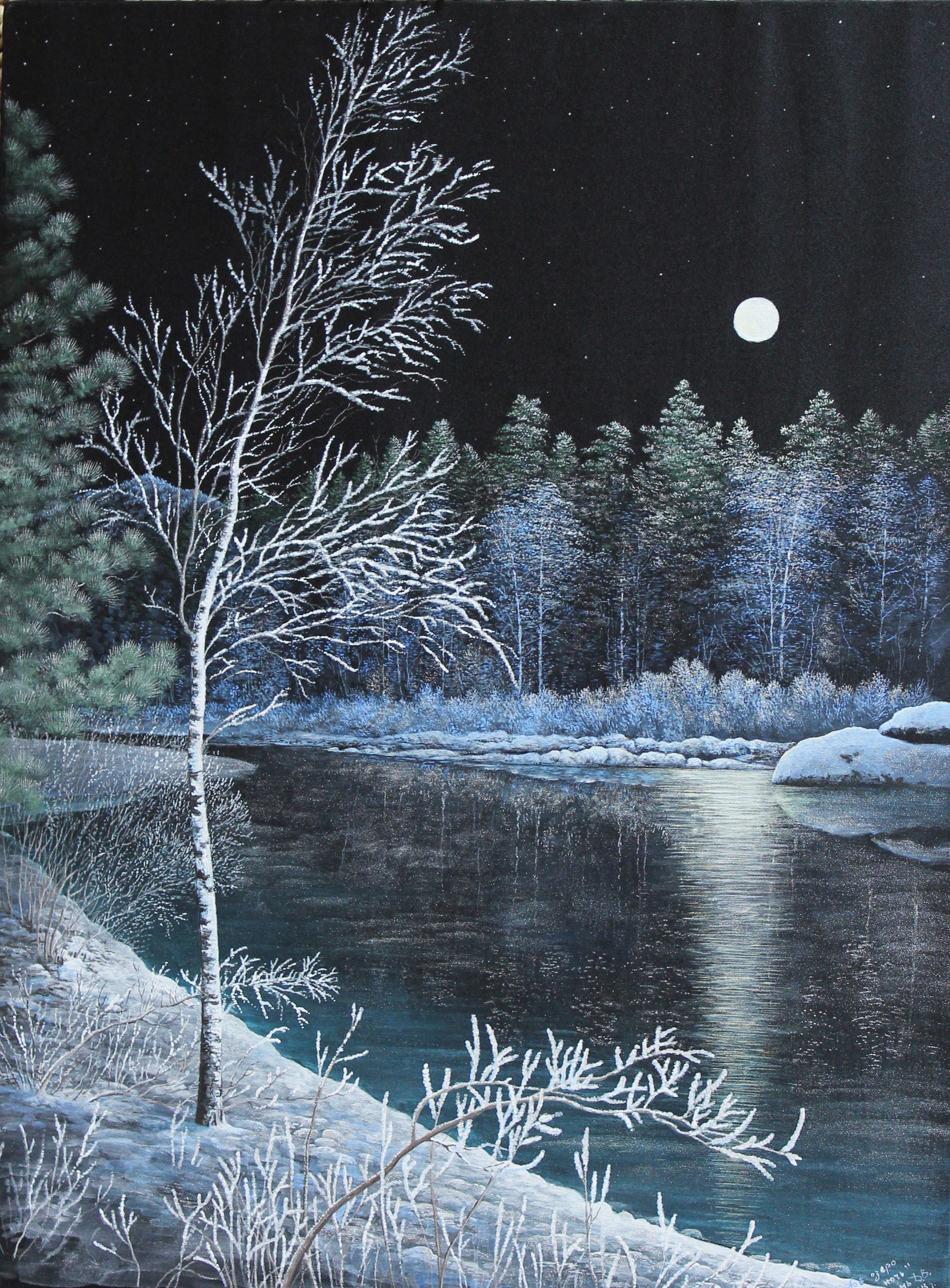
"Ночь над Голубым озером" Акварель, шелк
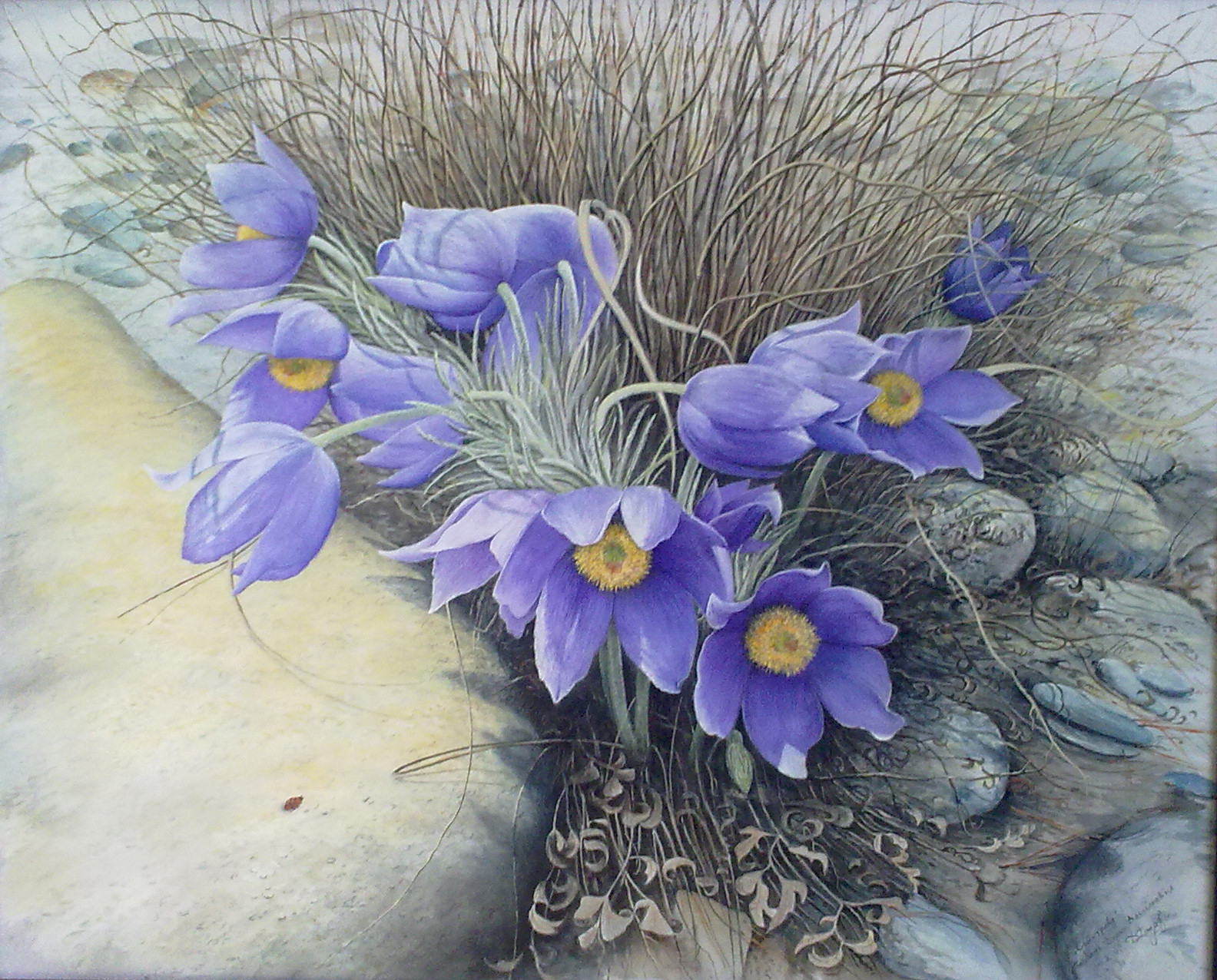
"Сон-трава" Акварель, шелк
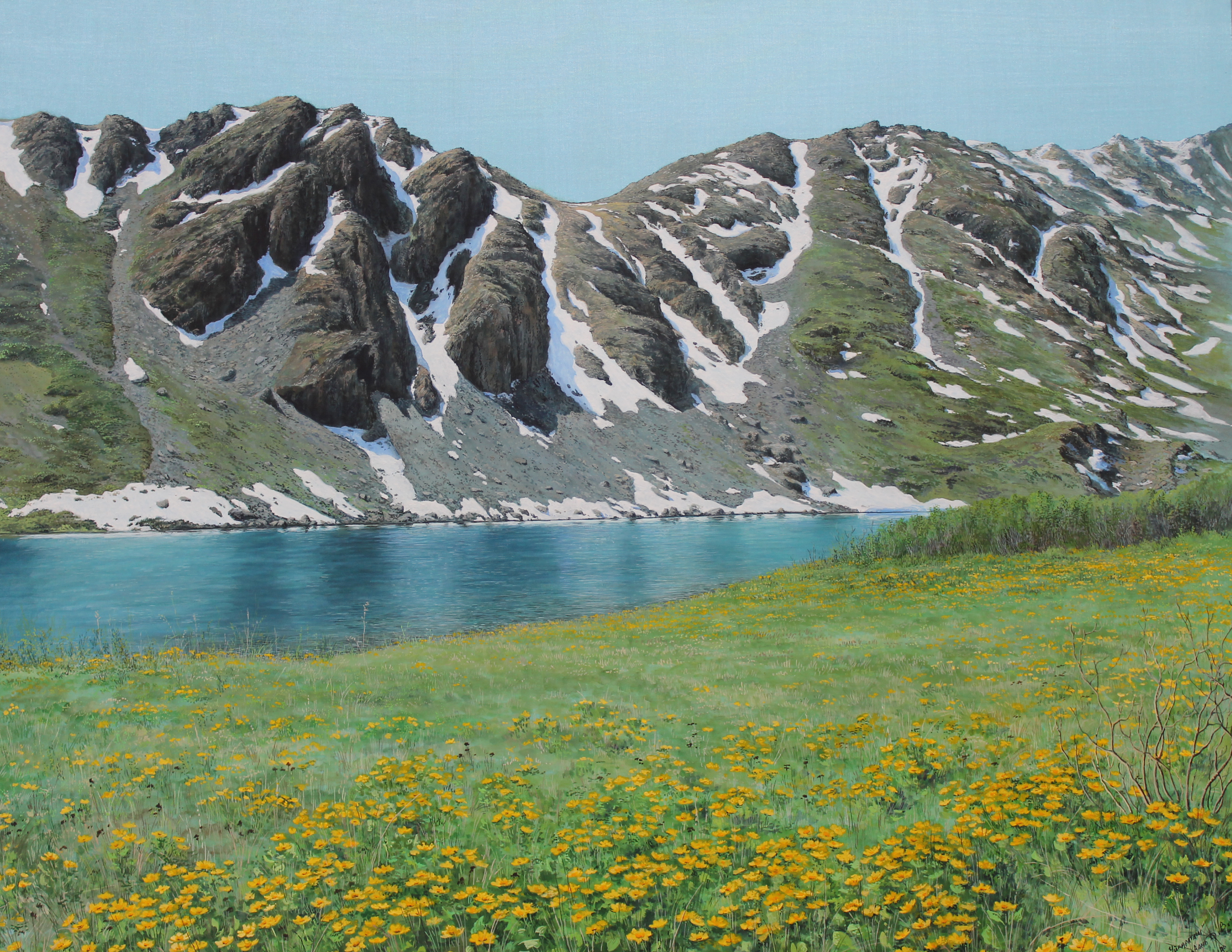
"Озеро Уйкараташ" Акварель, шелк
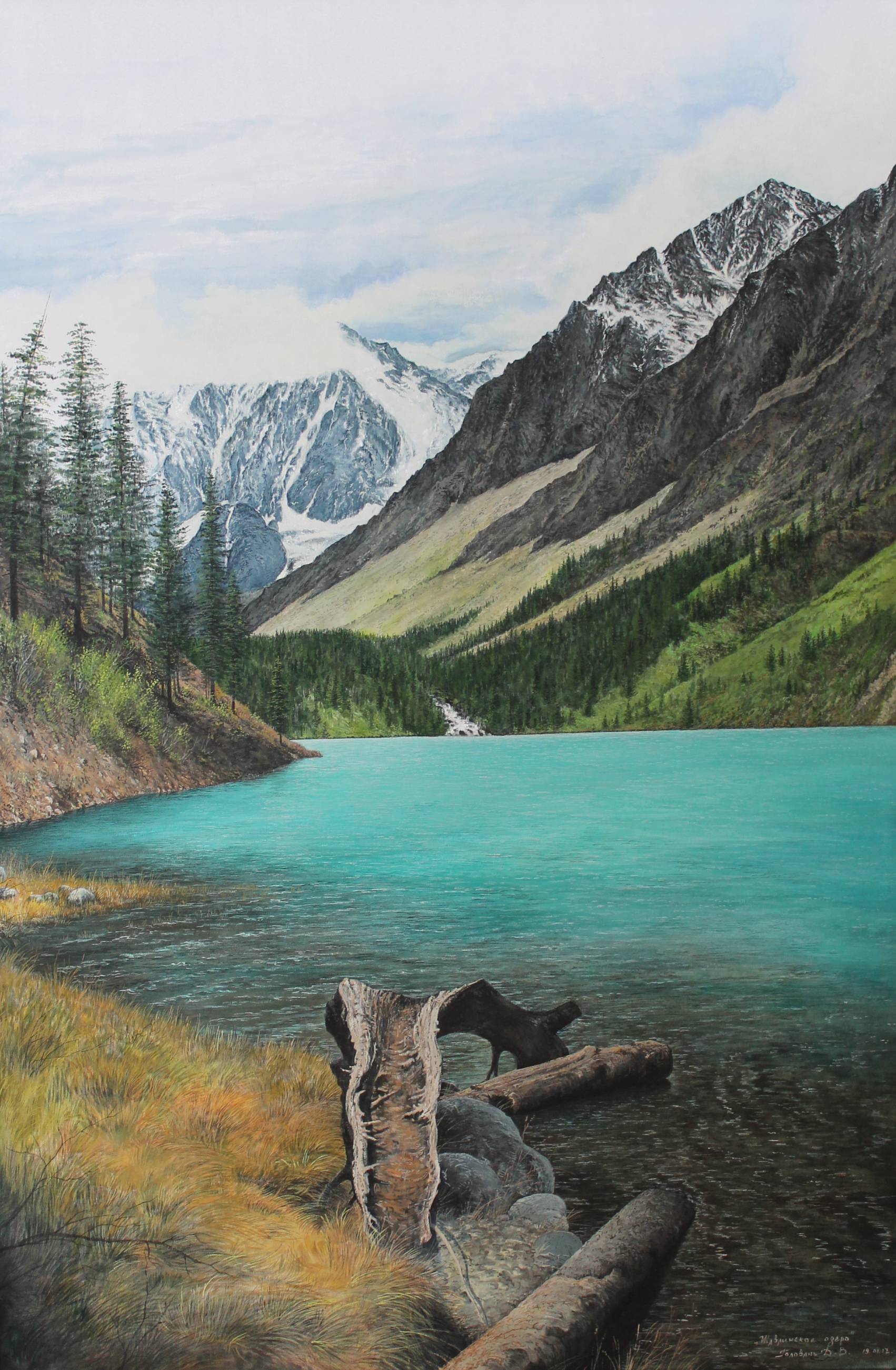
"Озеро Шавлинское" Акварель, шелк